# Annius de Viterbe
Giovanni Nanni  (en latin : Joannes Annius Viterb(i)ensis), dit Annius de Viterbe (Viterbe, Latium, 5 janvier 1437 - 13 novembre 1502) est un dominicain, un érudit et un historien italien de la seconde moitié du XVe siècle et du début du XVIe siècle.

## Biographie
Son véritable nom était Giovanni Nanni, en latin, Nannius. Par amour pour l'antiquité, en supprimant une seule lettre, il changea Nannius en Annius, selon l'usage de son temps, et il y joignit le nombre de sa patrie. Né à Viterbe, dans l'État de l'Église, vers 1430, l'érudit néerlandais Vossius lui assigne le 5 janvier 1437 pour date de naissance. Annius entra fort jeune dans l'Ordre des Prêcheurs de sa ville natale. Dès ce temps-là, et, pendant toute sa vie, l'étude remplissait tous les moments qu'il ne donnait pas aux devoirs de son état. Celle qu'il fit, non seulement des langues grecque et latine, mais des langues orientales, lui attira beaucoup de considération dans son ordre. Suivant son institution, il exerça souvent, avec zèle, le ministère de la parole. Ses succès le firent appeler à Rome, où il acquit l'estime des membres les plus distingués du Sacré Collège, et des souverains pontifes Sixte IV et Alexandre VI. Ce dernier lui donna, en 1499, la place honorable de maître du sacré palais, vacante par la nomination de Paul Moneglia à l'évêché de Chio. Annius eut de la peine à conserver son crédit sous ce méchant pape, dont le fils, César Borgia, plus méchant que lui, et livré à tous les crimes, pardonnait difficilement la vérité, qu'Annius lui disait toujours. La femme de César, au contraire, la duchesse de Valentinois, princesse aussi vertueuse que son mari était scélérat, accordait au savant dominicain toute sa confiance. Le duc, fatigué des conseils qu'il recevait de l'un et de l'autre, fit tomber son ressentiment sur Annius, et l'on prétend qu'il le fit empoisonner. Quoi qu'il en soit, Annius mourut le 13 novembre 1502, âgé de soixante-dix ans, comme le porte l'épitaphe gravée sur son tombeau, à Rome, dans l'Église de la Minerve, devant la chapelle de S. Hyacinthe, et non pas de S. Dominique, comme on le dit communément. Cette épitaphe, que le temps avait effacée, fut restaurée en 1618, par les soins des habitants de Viterbe.

## Œuvres
Annius a laissé un grand nombre d'ouvrages. Les deux premiers qu'il publia, et qui firent une grande sensation dans un temps où la prise de Constantinople par Mehmed II, frappait tous les esprits, furent son Traité de l'empire des Turcs, et celui qu'il intitula : De futuris Christianorum Triumphis in Turcos et Saracenos ad Xystum IV et omnes principes Christianos, Genuæ, 1480 in-4°. Ce dernier n'est qu'un recueil de ses explications ou de ses réflexions sur le livre de l’Apocalypse. Il les avait prêchées dans l'Église de St. Dominique, à Gênes, dans le cours de l'année 1471. Cet ouvrage, qui a eu plusieurs éditions, et dont il existe un manuscrit à la Bibliothèque impériale, est divisé en trois parties. Dans la première, l'auteur fait un précis de tout ce que les interprètes catholiques avaient écrit avant lui sur les quinze premiers chapitres de l’Apocalypse. Dans la seconde, il donne ses propres réflexions, depuis le seizième chapitre jusqu'à la fin du même livre, et il entreprend de prouver que Mahomet est le véritable Antéchrist prédit par S. Paul, et dont S. Jean décrit tous les caractères ; « car, dit-il, quoique ce faux prophète soit mort, sa secte impie vit encore ; elle fait des progrès contre le peuple de Dieu, et elle durera jusqu'à ce que, selon le septième chapitre de Daniel, le règne soit donné par le Très-Haut au peuple des saints, c'est-à-dire aux chrétiens. » La troisième et dernière partie n'est qu'une récapitulation de ce que l'auteur avait déjà publié dans son Traité de l'empire des Turks. Il publia aussi des questions, Super mutuo Judaico et civili et divino, datées de Viterbe, le 8 mai 1492, in-4°, mais sans nom d'imprimeur, ni du lieu de l'impression. Le Catalogue de la bibliothèque d'Oxford lui attribue un Commentaire sur Catulle, Tibulle et Properce, Paris, 1604. Jean-Pierre Niceron observe que les bibliothécaires des dominicains ne parlent point de cet ouvrage, non plus que du précédent.

### Antiquitatum variarum

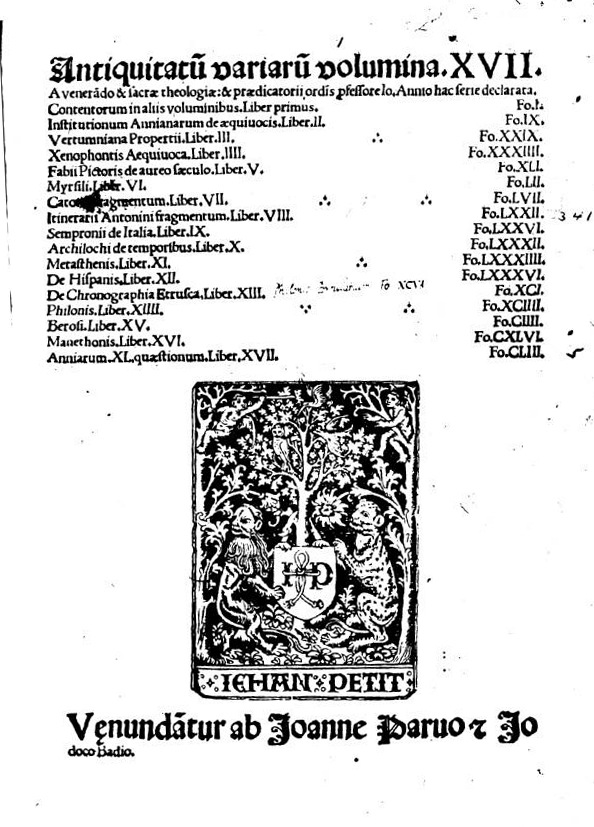
Antiquitatum variarum volumina XVII, Josse Bade, 1515.

L'ouvrage qui a donné à Annius le plus de renommée, bonne et mauvaise, est le grand recueil d'antiquités qu'il publia à Rome, en 1498, sous ce titre : Antiquitatum variarum volumina XVII cum commentariis Fr. Joannis Annii Viterbiensis, in fol. Elles furent réimprimées la même année, à Venise, dans le même format, et elles l'ont été plusieurs fois, depuis, à Paris, à Bâle, à Anvers, à Lyon, tantôt avec, et tantôt sans les commentaires. Dans ce recueil, Annius prétendit faire présent au monde savant, des ouvrages originaux de plusieurs historiens de la plus haute antiquité, tels que Bérose, Fabius Pictor, Myrsile, Sempronius, Archiloque, Caton, Mégasthène (qu'il nomme Métasthène, quoiqu'il n'y ait jamais eu d'auteur de ce nom), Manéthon, et plusieurs autres, qui devaient jeter le plus grand jour sur la chronologie des premiers temps, et qu'il disait avoir heureusement retrouvés à Mantoue, dans un voyage où il avait accompagné Paolo di Campofregoso, cardinal de S. Sixte. L'attention publique était alors dirigée sur des découvertes de ce genre, qui se multipliaient tous les jours, et auxquelles l'invention récente de l'imprimerie donnait une nouvelle activité. On fut d'abord ébloui par ces grands noms : on reçut, comme originaux, les ouvrages recueillis par Annius, et dont il prétendait, dans ses Commentaires, démontrer l'authenticité. Les historiens de plusieurs villes et de plusieurs provinces d'Italie, se firent gloire de trouver pour leur patrie, dans des auteurs qu'on leur donnait comme classiques, des preuves d'une antiquité qui se perdait dans la nuit des temps. Annius n'eut point, d'abord, de contradicteur et l'on doit remarquer que ce fut dans l'année qui suivit la publication de son livre qu'il fut nommé maître du sacré palais ; mais bientôt, en Italie même, on cria de toutes parts à l'erreur ou à l'imposture. Annius eut aussi quelques défenseurs. On peut ranger en quatre classes les sentiments des auteurs à son sujet : les uns pensent qu'il eut réellement en sa possession certains fragments des anciens auteurs qu'il a publiés, mais qu'il les étendit considérablement, et qu'il y ajouta toutes les fables et toutes les fausses traditions dont ce recueil est rempli ; les autres croient que le tout est faux et controuvé, mais qu'Annius y fut trompé le premier, et qu'il publia de bonne foi ce qu'il crut vrai et authentique. Théophile Raynaud est de cette opinion, dans son livre De bonis et malis libris, p. 164 ; mais, dans son autre ouvrage, De immunitate Cyriacorum, qui est plus mordant que le premier, et qu'il a donné sous le faux nom de Pierre de Vaucluse, il ne l'accuse point à demi, et ne lui fait aucune grâce. D'autres ont défendu Annius, et ont pris pour de véritables antiquités tout ce qu'il a donné sous ce titre : plusieurs, il est vrai, sont des auteurs sans vrai savoir et sans critique ; mais plusieurs aussi méritent plus de confiance, tels que Bernardino Baldi, Guillaume Postel, Albrecht Krantz, Sigonius, Leandro Alberti, et quelques autres. On dit qu'Alberti reconnut trop tard l'erreur où il était tombé, et qu'il mourut de chagrin d'avoir gâté sa Description de l'Italie par toutes les fables qu'il avait puisées dans le recueil d'Annius. Des critiques plus sévères ont soutenu que le recueil entier n'avait d'autre source que l'imagination de l'éditeur : les plus célèbres sont Antonio Agustín, Isaac Casaubon ; Juan de Mariana, dans son Histoire d'Espagne ; Ottaviano Ferrari, dans son livre De origine Romanorum ; Martin Hanke, De romanarum rerum scriptoribus ; le cardinal Noris, Fabricius, Fontanini, etc. De savants Italiens, contemporains d'Annius, furent les premiers à apercevoir et à dénoncer la fraude, entre autres, Marc-Antoine Sabellicus, Petrus Crinitus, Raffaello Maffei, etc. ; Lorenzo Pignoria, dans ses Origines de Padoue, prit la précaution d'avertir qu'il n'y faisait aucun usage des prétendus auteurs sortis des mains d'Annius de Viterbe, déclaration que le savant Maffei a cru devoir répéter, depuis, dans sa Verona illustrata. On peut voir, dans Niceron et dans Apostolo Zeno (Dissertazioni Vossiane), la dispute qui s'éleva, dans le XVIIe siècle entre Tommaso Mazza, dominicain, qui publia une Apologie d'Annius, Francesco Sparavieri de Vérone qui écrivit contre, et Francisco Macedo, qui répondit pour Mazza. Apostolo Zeno, ennemi de tout excès, en trouve dans les accusations, comme dans les défenses : il lui paraît également impossible, d'un côté, qu'un homme aussi savant que l'était Annius, d'un état et d'un caractère grave, et qui fut bientôt après, revêtu d'une des premières charges de la cour de Rome, ait inventé, fabriqué et supposé tous ces auteurs qu'il donna pour authentiques, et, de l'autre, que ces auteurs, prétendus anciens, le soient véritablement. Il ne le croit donc ni un imposteur, ni un homme tout à fait sincère, mais un homme crédule et trompé, qui s'est trop complu dans son erreur, et qui a fait tous ses efforts pour y entraîner ses lecteurs après lui (Voy Dissertaz. Vossiane, tom. II, p. 189 à 192). Ce judicieux critique cite deux preuves bien fortes de la bonne foi d'Annius, mais en même temps de sa crédulité, et de la simplicité de ceux qui croient en lui et aux auteurs de son recueil. Le Père Labat, dominicain, dans le tome VII de ses Voyages en Espagne et en Italie (Amsterd., 1731, in-12, p. 66 et suiv.), raconte que le P. Michel Le Quien, du même ordre, auteur de l’Oriens christianus et d'autres ouvrages, lui avait fait voir une défense d'Annius, dans laquelle il donnait ces deux preuves. L'une est, qu'ayant confronté le Manethon et le Bérose de la Collection d'Annius, avec divers fragments de ces deux auteurs, épars dans les livres de Josèphe, il les avait trouvés tout différents. Or, si Annius eût été le fabricateur de ces fausses histoires, il était impossible qu'il ne lui fût pas venu dans l'esprit d'y encadrer ces fragments, qui auraient donné de l'autorité à son imposture. L'autre preuve est que, parmi les manuscrits de Colbert (faisant aujourd'hui partie de la Bibliothèque impériale), il s'en trouvait un du XIIIe siècle, entre 1220 et 1230, contenant un catalogue d'auteurs, parmi lesquelles on remarquait Bérose et Mégasthène, les mêmes qui font partie du Recueil d'Annius : ce n'était donc pas lui qui les avait fabriqués ; ils l'étaient déjà depuis plusieurs siècles. Zeno conclut que les auteurs compris dans cette collection ne méritent aucune confiance, et il se moque de Pietro Lauro qui fut, dit-il, assez désœuvré (così scioperato) pour employer son temps à traduire et à publier tous ces ouvrages, et plus encore de Francesco Sansovino, qui fit, à cette traduction, des additions et des notes, et les fit réimprimer à Venise, 1550 in-4°. Tiraboschi, autre critique non moins judicieux que Zeno, embrasse son opinion (Stor. della Letter. ital., tom. VI, part. II, pag. 16 et 17, première édition de Modène, in-4°). Comme lui, il se refuse à croire Annius un faussaire, et ne l'accuse que d'une excessive crédulité. « ll n'y a maintenant, ajoute-t-il, aucun homme, médiocrement versé dans les premiers éléments de la littérature, qui ne rie, et des historiens publés par Annius, et de leur teur ; et je regarderais comme une perte inutile de temps que d'alléguer des preuves de ce dont personne ne doute plus, si ce n'est ceux qu'il est impossible de convaincre. »
Annius fut également l'un des premiers historiens lors de la Renaissance à tenter de démontrer l'existence d'une puissante culture locale en Toscane antérieure aux Romains : les Étrusques.